# Бланш (пещера)
Бланш — карстовая пещера в Австралии.
Пещера находятся на юго-востоке Южной Австралии.
Формирование пещеры начались около 200 миллионов лет назад. Общая длина составляет около 250 м.
Пещера Бланш была обнаружена местным фермером в 1845 году. Пещера имеет три зала. Начиная с момента открытия её постоянно посещают туристы.